# Ык (нижний приток Иньвы)
Ык — река в России, протекает в Юсьвинском районе Пермского края. Устье реки находится в 85 км по правому берегу реки Иньва. Длина реки составляет 15 км.
Исток реки в трёх километрах к востоку от деревни Трифаново. Река течёт на север, протекает деревни Ключи, Ситково, Бажино, Тараканово, Габово. Севернее Бажина впадает в Иньву. Приток — Гыркашор (правый).

## Данные водного реестра
По данным государственного водного реестра России относится к Камскому бассейновому округу, водохозяйственный участок реки — Кама от города Березники до Камского гидроузла, без реки Косьва (от истока до Широковского гидроузла), Чусовая и Сылва, речной подбассейн реки — бассейны притоков Камы до впадения Белой. Речной бассейн реки — Кама.
По данным геоинформационной системы водохозяйственного районирования территории РФ, подготовленной Федеральным агентством водных ресурсов:
- Код водного объекта в государственном водном реестре — 10010100912111100008267
- Код по гидрологической изученности (ГИ) — 111100826
- Код бассейна — 10.01.01.009
- Номер тома по ГИ — 11
- Выпуск по ГИ — 1